# Эррера, Луис Марсело
Луис Марсело Эррера (исп. Luis Marcelo Herrera; 26 февраля 1992 года, Ледесма) — аргентинский футболист, играющий на позиции защитника. Ныне выступает за аргентинский клуб «Агропекарио Архентино».

## Биография
Марсело Эррера начинал свою карьеру футболиста в аргентинском клубе «Ланус». 11 марта 2013 года он дебютировал в аргентинской Примере, выйдя на замену в конце первого тайма домашней игры против «Арсенала» из Саранди. В июле 2014 года он на правах аренды перешёл в клуб Торнео Архентино A «Тальерес» из Кордовы. Сезон 2015 Эррера провёл также в аренде в команде Примеры «Олимпо». 4 октября 2015 он забил свой первый гол в рамках Примеры, сравняв счёт в гостевом поединке против «Химнасии и Эсгримы» из Ла-Платы.
В 2016 году «Ланус» во второй раз в своей истории стал чемпионом Аргентины. Эррера в триумфальном для команды турнире появлялся на поле в 6 матчах, и лишь в трёх — в стартовом составе.

## Достижения
«Ланус»
- Чемпион Аргентины (1): 2016